# Patricio Abraham
Patricio Alejandro Abraham (n. 19 de marzo de 1982) es un futbolista argentino. Juega en la posición de arquero. Actualmente ataja en Juventud de Pergamino del Torneo Federal B de Argentina.

## Biografía
Es Arquero. Surgido de las inferiores del Club Atlético Independiente de Buenos Aires, pasó a ser parte de la Reserva llegando a ser suplente de la Primera División de este club. De allí tuvo su paso por el Club Atlético Newell's Old Boys pero dado que aquí no prosperaron sus posibilidades de jugar retornó a Douglas Haig de Pergamino, club donde realizó sus infantiles debutando en la Primera División de la mencionada institución en el 2004. Se mantuvo allí sosteniendo su promesa con el club de quedarse hasta junio del 2006 pese a haber sido citado por el DT. Caruso Lombardi en julio del 2005 para incorporarse al Club Atlético Tigre. En julio del 2006 vuelve a ser citado por Caruso Lombardi y pasa a ser jugador de Tigre. Ese año empieza a formar parte de los representados por la empresa comandada por Jorge Cysterpiller. Se queda en Victoria hasta junio del 2007, momento en el que el club asciende a Primera División. De allí pasa al Club Atlético Platense. En el 2008 se convierte en el arquero titular del Club Atlético San Telmo. Aquí se une a un equipo que lucha por mantener la categoría y que lo sufre hasta las últimas consecuencias.
A punto de finalizar el torneo y estando el club en zona de descenso directo debido a la falta de suma de puntos por sucesivos empates, Abraham, llevando la 1 en un encuentro disputado ante Club Social y Deportivo Tristán Suárez se transforma en el héroe de la tarde cabeceando el único gol convertido dándole a su equipo la victoria y la posibilidad de jugar la Promoción; Promoción que luchó y ganó manteniendo así la categoría.
Abraham no sólo queda en la historia del club como el arquero goleador sino que también pasa a ostentar el Récord de Valla Invicta con 711 minutos.
En el 2009 se desvincula por decisión propia de su representante Jorge Cysterpiller y pasa a ser el arquero del Club Atlético Sarmiento de Junín a cargo del DT Mario Finarolli. En febrero de 2010 el mencionado club mantiene un récord que traspasa las fronteras convirtiéndose en el único club del Continente Americano que se encuentra invicto.
En el mundo hay sólo 17 equipos que no han sido derrotados encabezando el Club Atlético Sarmiento con 27 partidos; además Abraham es el segundo arquero de la Primera B Metropolitana con la valla menos vencida en 42 partidos jugados sobre 44.

## Clubes
| Club                   | País      | Año       |
| ---------------------- | --------- | --------- |
| Douglas Haig           | Argentina | 2004-2006 |
| Tigre                  | Argentina | 2006-2007 |
| Platense               | Argentina | 2007-2008 |
| San Telmo              | Argentina | 2008-2009 |
| Sarmiento              | Argentina | 2009-2011 |
| Almagro                | Argentina | 2011-2012 |
| San Telmo              | Argentina | 2012-2013 |
| Sportivo Las Parejas   | Argentina | 2013-2014 |
| Coquimbo Unido         | Chile     | 2014-2015 |
| Sarmiento de Leones    | Argentina | 2016-2017 |
| Club Atlético Juventud | Argentina | 2017-2018 |
| Club Sirio Libanés     | Argentina | 2018-     |

- Datos: Q6066641